# Affaire Zawadzki
L'affaire Zawadzki est une affaire criminelle française dans laquelle Jean-Paul Zawadzki, 39 ans, militaire de carrière, a été empoisonné par sa femme Nicole, avec l'aide de son amant le docteur Michel Trouillard-Perrot, le 11 mars 1998, à Sougy, dans le Loiret,.

## Biographies
Les parents de Jean-Paul Zawadzki sont d'origine polonaise. Il est né à Châteauneuf-sur-Cher. Du grade de major, il est mécanicien d'équipage de Transall à la base aérienne de Bricy. Il est musclé et sportif.
Les parents de sa femme, Nicole Prévost, sont agriculteurs. Elle est petite aux cheveux bruns. Elle décrit ses parents comme rustres et peu affectueux. Ils ne s'exprimaient pas et ne lui ont jamais dit qu'ils l'aimaient. À 18 ans, elle trouve sans difficulté un travail de vendeuse. Elle est très vite licenciée, car elle vole dans la caisse. Nicole devient guichetière au Crédit agricole. Elle vole à nouveau de l'argent. Elle rembourse l'argent qu'elle a volé, grâce à sa grand-mère qui lui prête la somme due. Elle est élue reine du comice agricole.
Nicole Prévost rencontre Jean-Paul Zawadzki dans une discothèque, ils se plaisent. Il est son premier et seul amour. Ils se marient en 1980. Très vite, le couple bat de l'aile. Nicole reproche à Jean-Paul de partir trop souvent pour de longues missions en Afrique. Ils ont une fille, née en 1988.
Le père de Michel Trouillard-Perrot est chirurgien. Michel dit avoir une enfance heureuse. Il effectue sa scolarité chez les bons pères. En 1980, à 29 ans, il devient médecin de campagne à Orgères-en-Beauce en Eure-et-Loir, grâce à ses parents. Sa réputation est excellente. Il est médecin-volontaire chez les pompiers. En 1994, son épouse quitte le foyer pour rejoindre ses deux filles à Tours,.

## Les faits et l'enquête
En 1990, Michel Trouillard-Perrot et Nicole Zawadzki deviennent amants. La fille des Zawadzki surnomme Michel Trouillard-Perrot : « Toutouille ». Michel observe que Nicole semble triste et l'interroge à ce sujet.
Progressivement, Nicole dit à Michel que Jean-Paul la bat, puis que Jean-Paul la contraint à avoir des relations sexuelles avec certains de ses amis, collègues militaires.
Nicole remet des dessins à Michel, disant que c'est sa fille qui les a faits pour lui. Certains dessins ont de courtes annotations dans lesquelles la fillette demande à Michel de sauver sa mère de son père. 
Michel reçoit des appels téléphoniques d'une Julie, disant qu'elle est une tante de Nicole. Julie lui confirme les sévices dont souffre Nicole et lui dit qu'il faut qu'il l'aide.
En 1998, Jean-Paul Zawadzki revient d'une mission au Gabon. Il tombe malade, il tousse. Nicole lui achète du sirop à la pharmacie. Son état empire. Il est de plus en plus fatigué, il vomit et a le blanc des yeux rouges. Son état se dégrade, malgré les consultations à domicile de Michel Trouillard-Perrot. Jean-Paul obtient une permission pour se reposer.
Le 11 mars 1998, Jean-Paul meurt. Michel Trouillard-Perrot déclare sa mort naturelle. Jean-Paul est enterré à Châteauneuf-sur-Cher.
Nicole touche rapidement l'assurance vie de Jean-Paul et se met à faire des dépenses, elle achète une voiture de luxe et des meubles.
Les collègues de Jean-Paul trouvent sa mort suspecte. Ils alertent leur hiérarchie qui se tourne vers les hautes autorités de gendarmerie du département du Loiret. La justice est saisie, le corps de Jean-Paul est exhumé et autopsié en juin 1998.
Michel Trouillard-Perrot avoue avoir empoisonné Jean-Paul Zawadzki, qu'il considère être un monstre, pour libérer Nicole.
L'enquête établit que la "tante Julie", inexistante, était en fait Nicole Zawadzki elle-même, qui téléphonait à son amant en déguisant sa voix, et que les dessins et textes que Nicole Zawadzki attribuaient à sa fille étaient en réalité de sa propre main. 

## Procès et condamnations
Les experts psychiatres décrivent Michel Trouillard-Perrot comme un simple exécutant. Ils décrivent Nicole Zawadzki comme une mythomane manipulatrice avec une personnalité hystérique perverse.
Le 20 juin 2001, le procès de Nicole Zawadzki et Michel Trouillard-Perrot débute à la cour d'assises du Loiret à Orléans. La défense de Michel Trouillard-Perrot est assurée par Christophe Pesme et Jean-Yves Le Borgne. Martine Verdier est l'avocate des parties civiles.
Nicole Zawadzki est condamnée à vingt-cinq ans de réclusion criminelle. Michel Trouillard-Perrot est condamné à 20 ans de prison. Nicole Zawadzki fait appel de cette décision. Considérant qu'il n'est pas possible de rejuger Nicole Zawadzki sans Michel Trouillard-Perrot, le parquet général fait appel de la condamnation.
En mars 2002, le procès en appel de Nicole Zawadzki et Michel Trouillard-Perrot débute à la cour d'assises d'Indre-et-Loire à Tours. La peine de Michel Trouillard-Perrot est confirmée. Nicole Zawadzki est condamnée à vingt-huit ans de réclusion criminelle. Depuis, sa défense est assurée par Henri de Beauregard.
En décembre 2007, Michel Trouillard-Perrot obtient une libération conditionnelle.

## Médiagraphie

### Documentaires télévisés
- « Les amants maudits, Nicole Zawadzki et Michel Trouillard-Perrot » le 16 avril 2006 dans Faites entrer l'accusé sur France 2.
- « Les amants maudits » le 14 septembre 2011 dans Enquêtes criminelles : le magazine des faits divers sur W9.
- Pour toi j'ai tué, téléfilm diffusé en 2012, librement inspiré de l'affaire.
- « Le meurtre du major » (premier reportage) dans « à Orléans » le 31 mars 2014 dans Crimes sur NRJ 12.
- « La loi du silence » (premier reportage) dans « Un héritage empoisonné » en février 2020 dans Héritages sur NRJ 12.
- « L'affaire Zawadzki » le 2 décembre 2023 dans Au bout de l'enquête, la fin du crime parfait ? sur France 2.

### Émission radiophonique
- « L'affaire Zawadzki : les amants diaboliques », 11 octobre 2016 et « Les amants diaboliques : Un crime presque parfait ! », 24 avril 2018, dans L'Heure du crime de Jacques Pradel, sur RTL.
- « Zawadzki, les amants meurtriers », 17 octobre 2016, dans Hondelatte raconte de Christophe Hondelatte, sur Europe 1.